# Alauda razae
Alauda razae là một loài chim trong họ Alaudidae.
Loài chim này có phạm vi bị hạn chế cao, chỉ được tìm thấy trên đảo Raso thuộc quần đảo Cape Verde. Thành viên cực kỳ nguy cấp này thuộc họ Alaudidae sống ở địa hình rất khô cằn và được coi là một trong những loài chim ít được biết đến nhất ở khu vực Tây Palaearctic, do sự xa xôi của nó và thiếu nghiên cứu về loài chim trên toàn bộ quần đảo.

## Hình ảnh

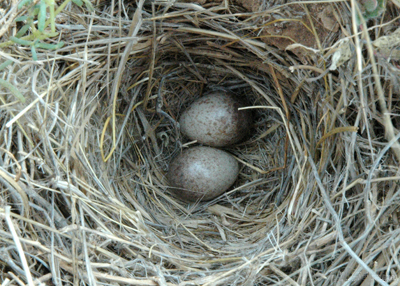
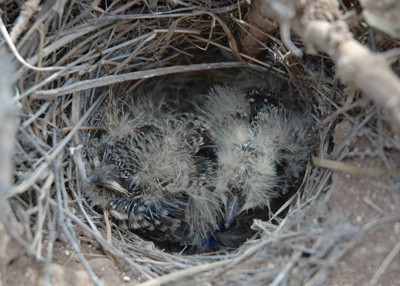